# Aeroportul Tunoshna
Aeroportul Tunoshna (IATA: IAR, ICAO: UUDL) este un aeroport din Iaroslavl, Regiunea Iaroslavl, Rusia ce deservește zona Iaroslavl. Aeroportul a fost tranzitat în 2021 de 98.557 de pasageri. A fost deschis în 1998.
Situat la o altitudine de 87 m, aeroportul dispune de o singură pistă.